# Aeschertunnel
Der Aeschertunnel ist Teil der amtlich als N20/N4 bezeichneten Westumfahrung von Zürich in der Schweiz. Er wird seit der Verkehrsfreigabe am 4. Mai 2009 von den Autobahnen A3 und A4 genutzt und unterquert zwischen dem Anschluss Birmensdorf und dem Verkehrsdreieck Zürich West den namensgebenden Ort Aesch.
Der Aeschertunnel liegt geologisch sowohl in kiesigem Lockergestein der Moräne als auch im Festgestein der Molasse. Im Lockergestein wurden die Tunnelröhren im Jet-Verfahren aufgefahren, im Festgestein in traditionellem Sprengvortrieb. Ein kurzes Teilstück in der Mitte beim Aescherbach wurde im Tagbau erstellt.

## Zahlen und Fakten
- Fertigstellung: Rohbau: Oktober 2006, Innenausbau: 2008
- Inbetriebnahme: 4. Mai 2009
- Kosten: 648 Mio. CHF
- Ausbruchvolumen: 600'000 m³
- Länge: Nordröhre (Richtung Basel): 2'142 m / Südröhre (Richtung Luzern): 2'175 m
- Fahrzeuge pro Tag: noch keine amtlichen Zahlen

## Situation

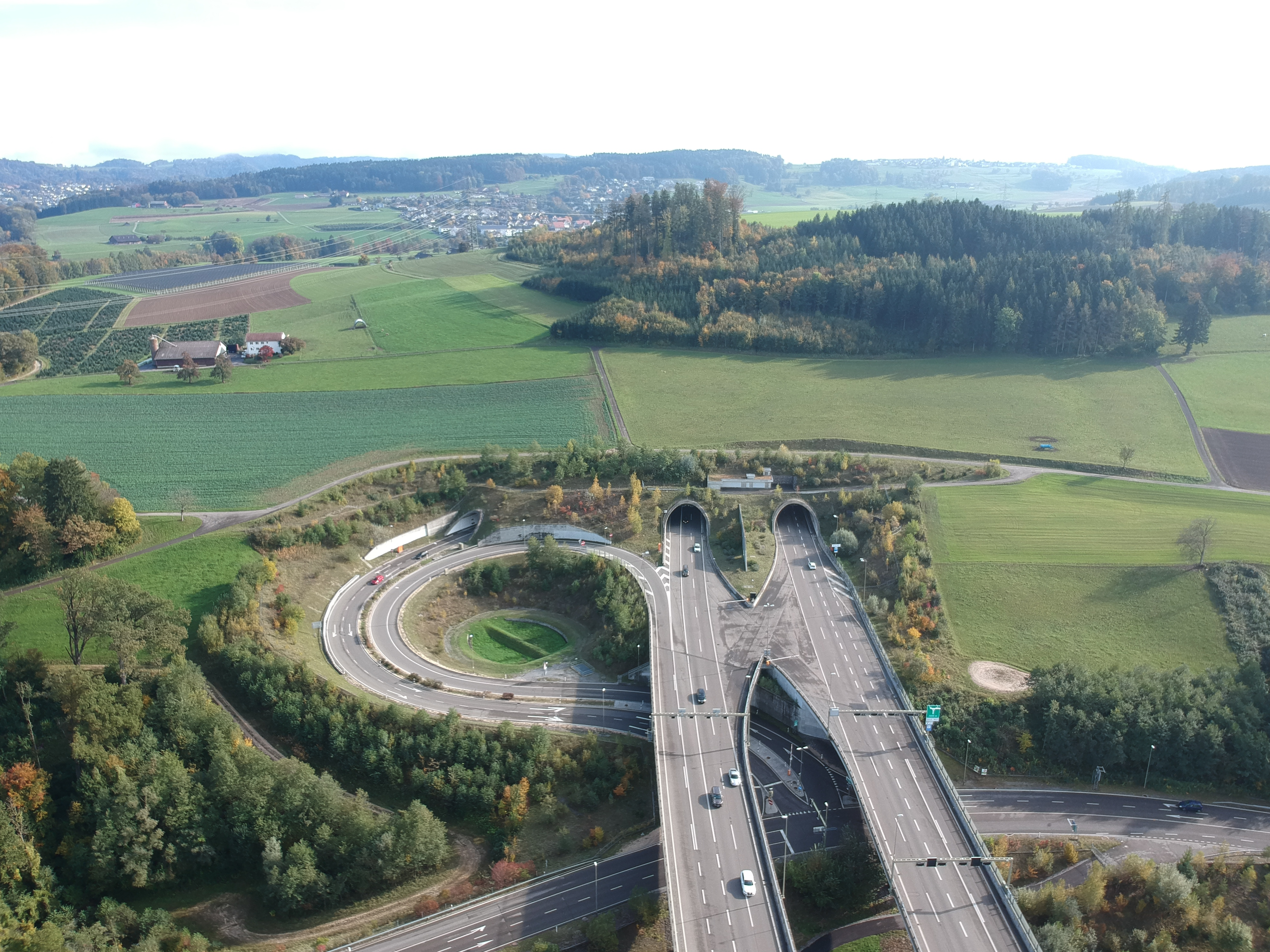
Nordportal, Luftbild 2020

Der Tunnel besteht aus zwei richtungsgetrennten Röhren im Abstand von 25 m ab Tunnelmitte. Jede Röhre weist zwei Fahr- und einen Standstreifen auf. Die gesamte Fahrbahnbreite beträgt mindestens 10,5 Meter. Querverbindungen alle 300 m, wovon zwei befahrbar sind, dienen als Fluchtwege in die jeweils andere Röhre. Der Werkleitungskanal unterhalb der Fahrbahn ist zudem begeh- und befahrbar. Auf der Seite Birmensdorf musste für den Autobahnanschluss der 138 m lange Schaubertunnel (Voreinschnitt Schauber) aufgefahren werden. Dieser zweigt von der Nordröhre ab. Beide Ausfahrten des Anschlusses Birmensdorf liegen in einem Tunnel, während die Auffahrten auf der Lunnerentalbrücke zu liegen kommen.